# Тавариш, Жулиу
Жу́лиу Тава́риш (порт. Júlio Tavares; 19 ноября 1988, Таррафал-де-Сан-Николау, Кабо-Верде) — кабо-вердианский футболист, нападающий клуба «Аль-Раед» и сборной Кабо-Верде.

## Карьера

### Клубная
Жулиу Тавариш начал карьеру футболиста в 2006 году, выступая за любительский клуб «Монреаль Ла Клюз». Два года спустя форвард оказался в «Бург-Перонна», выступавшем в то время во втором дивизионе Любительского чемпионата Франции и сумел с этой командой пробиться в первый дивизион турнира. В сезоне 2011/12 нападающий забил за команду 16 голов в 31 матче чемпионата и летом 2012 года перешёл в клуб Лиги 2 «Дижон».
14 сентября 2012 года в матче против «Монако» Тавариш дебютировал во втором французском дивизионе.
Уже в следующем своём матче футболист забил гол в ворота «Клермона», реализовав передачу Бриса Жовиаля
.

### В сборной
Жулиу Тавариш выступает за сборную Кабо-Верде с 2012 года. В 2013 году форвард попал в заявку команды на Кубок африканских наций. На турнире футболист принял участие во всех четырёх матчах своей сборной и в добавленное время решающей встречи группового раунда с Анголой отдал голевую передачу, с которой Элдон Рамуш забил победный гол
.